# Muntanyes Iàblonoi

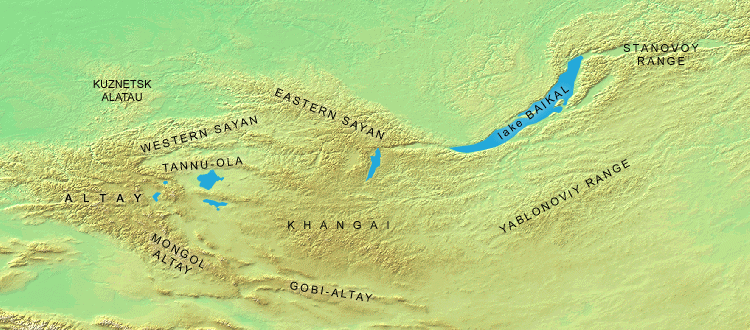
Mapa de la regió.

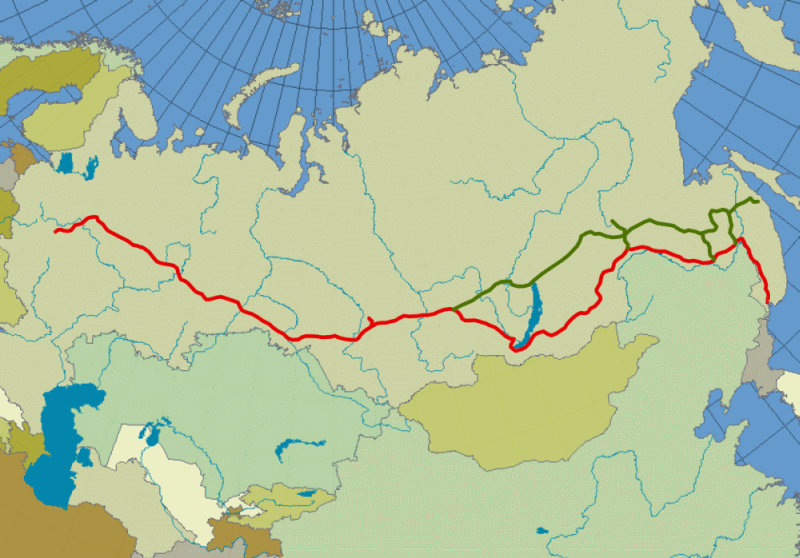
Ferrocarril Transsiberià.

Les muntanyes Iàblonovi (o Iàblonoi) (rus: Яблоновый хребет, muntanyes de les pomeres) són una cadena muntanyenca localitzada al sud-est de la Sibèria.
Administrativament, la regió de les muntanyes Iàblonovi pertany a la república de Buriàtia.

## Geografia
El massís es troba al nord-est de Mongòlia i discorre des de la costa est del llac Baikal durant uns 1.600 km abans d'unir-se amb les muntanyes Stanovoi. La serralada no és particularment alta o gran, sinó allargada i estreta. El punt culminant és el mont Sokhondo, a 2 450 metres d'altitud.
La serralada forma la línia de demarcació entre els rius que desemboquen a l'oceà Àrtic i els que desguassen a l'oceà Pacífic.
La densitat de població a la regió és molt baixa i es concentra principalment en assentaments miners. El massís és particularment ric en jaciments d'estany.
El ferrocarril Transsiberià corre paral·lel a la serralada abans d'entrar a un llarg túnel per a evitar les parts altes a l'altura de Txità.
Una de les peces més conegudes en aquestes muntanyes es diu la roca penjant.